# Santo Domingo Este
Santo Domingo Este – obszar metropolitalny Santo Domingo i gmina na Dominikanie; stolica prowincji Santo Domingo.

## Opis
Gmina została założona w 2001 roku, obecnie zajmuje powierzchnię 169 km² i liczy 948 885 mieszkańców 1 grudnia 2010.